# Constantin Karadja

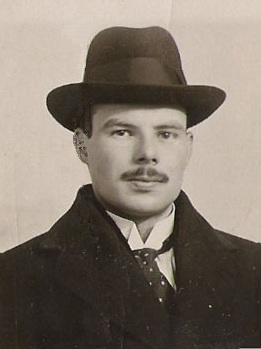
Prins Constantin Karadja

Constantin Jean Lars Anthony Démétrius Karadja (Den Haag, 24 november 1899 – Boekarest, 28 december 1950) was een Roemeense diplomaat, advocaat, bibliograaf, boekenliefhebber en was erelid van de Roemeense Academie. Gedurende de Tweede Wereldoorlog redde hij het leven van ruim 51.000 Joden.

## Biografie
Constantin Karadja kwam uit een fanariotische familie met wortels in het Byzantijnse rijk en waarvan de leden in Walachije regeerden in de 18e en 19e eeuw. Hij werd geboren in Den Haag en was de zoon van de Ottomaanse legerofficier en diplomaat, prins Jean Karadja Pasha en zijn Zweedse vrouw, de schrijfster Mary Karadja.
Hij studeerde aan Framlingham College in het Verenigd Koninkrijk, en behaalde een rechtendiploma in Londen. Hij trouwde in 1916 met prinses Marcela Elena Caradja (1896-1971) uit Roemenië, met wie hij in de verte verwant was. In 1920 werd hij benoemd tot advocaat. In hetzelfde jaar werd hij Roemeens staatsburger en trad hij in diplomatieke dienst waarna hij eerst werkzaam was in Boedapest (1920-1921) en vervolgens als consul-generaal in Stockholm (1928-1930) en in Berlijn (1932-1941). Daarna was hij hoofd van de consulaire afdeling van het Roemeense ministerie van Buitenlandse Zaken (1941-1944). In die hoedanigheid was hij in staat om Joden van Roemeense afkomst te redden, niet alleen in Duitsland maar in alle door Nazi-Duitsland bezette landen.
Na de oorlog werd Constantin Karadja in 1947 door het communistische regime uit zijn functie ontslagen en kreeg hij ook geen pensioen. Vanaf maart 1949 kreeg hij een baan als lokale werknemer en laagbetaalde vertaler bij de Zweedse delegatie in Boekarest. Hij stierf in armoede op 28 december 1950, vijf dagen voordat de Securitate hem zou komen arresteren.
Voor zijn inspanningen om mensenlevens te redden tijdens de Tweede Wereldoorlog, ontving hij in 2005 postuum de Yad Vashem-onderscheiding en de hoogste Israëlische eretitel Rechtvaardige onder de Volkeren. 
Op 30 april 2018 is er in de Nassaulaan in Den Haag een plaquette onthuld als eerbetoon aan Constantin Karadja.